# Phoradendron macrocarpum
Phoradendron macrocarpum är en sandelträdsväxtart som beskrevs av J. Kuijt. Phoradendron macrocarpum ingår i släktet Phoradendron och familjen sandelträdsväxter. Inga underarter finns listade i Catalogue of Life.